# وليام باتي
السير ويليام تشارترز باتي (بالإنجليزية: William Patey)‏ (من مواليد 11 يوليو 1953) هو دبلوماسي بريطاني مُتقاعد. كان سفيرًا لبريطانيا في أفغانستان في الفترة من 2010 إلى 2012 وكان يشغل من قبل منصب سفير لدى بريطانيا في السودان وفي العراق والمملكة العربية السعودية.
تقاعد من المهام الدبلوماسية في أبريل 2012 وحل محله السير ريتشارد ستاج، المفوض السامي البريطاني السابق في الهند. وقد عمل منذ ذلك الحين في مجال الأعمال التجارية.

## حياته
كان باتي يدرس في أكاديمية ترينيتي، إدنبرة، اسكتلندا حتى عام 1971. حصل على درجة الماجستير في الآداب من جامعة دندي في دندي باسكتلندا.

## مسيرته
انضم باتي إلى وزارة الخارجية في عام 1975. ذهب إلى مركز الشرق الأوسط للدراسات العربية (MECAS) في عام 1977. من عام 2005 إلى عام 2006 كان سفيراً للعراق ومن 2002 إلى 2005 سفيراً للسودان. قدم باتي شهادته في التحقيق في العراق في 24 نوفمبر 2009 و5 يناير 2010. من مايو 2010 إلى أبريل 2012، كان باتي السفير بريطانيا لدى أفغانستان.
انضم إلى كونترول ريسكس للاستشارات كمستشار للعلاقات الحكومية والدولية في يوليو 2012 وأصبح مديرًا غير تنفيذي لبنك HSBC الشرق الأوسط في 10 يوليو 2012. مبررًا الدعم البريطاني ومبيعات الأسلحة لمنتهكي حقوق الإنسان المتسللين في الشرق الأوسط في نوفمبر 2012 - أي حتى في مواجهة الربيع العربي - قال باتي: «سيقول لك الناس في الخليج، أن على الناس أن يفهموا لماذا التغيير التطوري أفضل من التغيير الثوري»، في إشارة إلى الثورات الأوروبية.
تم تعيينه رئيسًا لـ Swindon Town FC في 15 أكتوبر 2012.
باتي هو حاكم وزميل متميز لكلية نيو وستمنستر في نيو وستمنستر، كولومبيا البريطانية، كندا. وهو أحد رعاة جمعية Kids for Kids الخيرية التي تساعد الأطفال في المناطق الريفية في دارفور بالسودان.

## أوسمته
حصل على وسام القديس ميخائيل وسانت جورج (CMG)، تم تعيين باتي نايت قائد وسام القديس ميخائيل وسانت جورج (KCMG) في قائمة الشرف للعام الجديد 2009.

## الحياة الشخصية
تزوج من فانيسا موريل في عام 1978. لديهم ابنان وهم وليام روري وتوماس. باتي هو مُهتم بالسينما والأفلام.